# Francis Drew
Francis Drew (ur. 19 stycznia 1910, zm. 24 października 1968) – australijski lekkoatleta, kulomiot.
W 1938 zdobył brązowy medal igrzysk Imperium Brytyjskiego w pchnięciu kulą.
Dwukrotny brązowy medalista mistrzostw Australii (1936 i 1937).